# 분무경

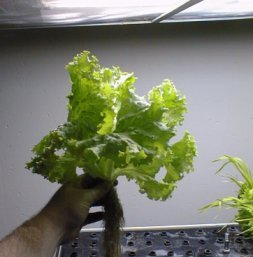
공기음향장치에서 자란 상추와 밀, NASA, 1998

분무경(噴霧耕)은  양액재배의 한 종류로 공기에 노출시킨 뿌리에 영양액을 분무하여 재배하는 방식이다. 영양액의 분무 간격과 양을 조정하여 생육을 조절할 수 있으며, 이론상으로는 병충해가 없고, 차지하는 공간이 적어 경제성이 좋다.
식물은 뿌리를 통해 물과 그 속에 녹은 양분을 흡수하여 생장하는데, 전통적인 토경재배는 뿌리를 토양에 두고 양분을 흡수한다. 반면, 수경재배는 뿌리를 물에 두고 필요한 양분을 공급하여 생산성을 높이는 방식이다. 최근에는 과학기술의 발전에 따라 토경 및 수경과 달리 뿌리를 공기 중에 노출하여 산소 공급을 극대화하는 공기재배 방식도 도입되고 있다. 세부적으로 식물재배 방식을 다음과 같이 분류할 수 있다.
- 토양재배(Soil Culture, 토경재배, 土耕栽培):
  - 토양
  - 심지(Wick)
- 양액재배(Hydroponics, 수경재배, 水耕栽培):
  - 물
    - 담액식(Water)
    - 박막식(NFT; Nutrient Film)
    - 점적식(Drip Irrigation)
    - 밀물과 썰물(Ebb and Flow)
    - 물고기(Aqua)

  - 심지(Wick)
- 공기재배(Aeroponics, 공경재배, 空耕栽培):
  - 분무(Spray)
  - 심지(Wick) - 토양, 양액 모두 가능

분무경은 흙이 없고 물이 거의 없는 우주왕복선과 국제우주정거장의 공기(Air) 환경에서 식물을 재배하기 위해 미항공우주국(NASA)에서 시작한 방식이다. 이 방식은 뿌리를 공기 중에 노출 시키고 뿌리에 수분과 영양분을 공급하는 방식인데 이때 NASA에서는 분무(Spray) 방식을 적용하였다.
분무경 방식은 식물의 뿌리에 효율적으로 산소와 영양분을 공급하여 작물의 빠른 성장 속도와 높은 생산량을 장점으로 한다. 또한, 토경재배와 비교하여 물 사용량을 98%, 비료 사용량을 60%, 살충제 사용량을 100% 줄이는 동시에 더 많은 미네랄과 비타민을 흡수하여 식물을 더 건강하고 더 영양가 있게 재배할 수 있다. 나아가 분무경 방식으로 재배된 식물은 환경친화적으로 신선한 산소와 깨끗한 식수의 잠재적 공급원이다.
그러나, 분무 방식은 물과 양분을 분무해야 하므로 초기 시스템 구성을 위한 시설비가 많이 소요되고, 분무 노즐이 여러 가지 요인에 의해 막히게 되었을 때 이를 보수하기 위한 상당한 투자가 필요하다. 아울러 전기 시스템으로 분무를 하기에 정전이 발생하거나 시스템이 멈추었을 때 분무가 되지 않아서 피해가 크고, 뿌리에 물과 영양이 직접적으로 분사됨으로 뿌리의 과다 성장으로 뿌리 엉킴과 에너지의 효율적인 사용에 어려움이 발생하기도 한다.